# Moustéru
Moustéru är en kommun i departementet Côtes-d'Armor i regionen Bretagne i nordvästra Frankrike. Kommunen ligger i kantonen Guingamp som tillhör arrondissementet Guingamp. År 2022 hade Moustéru 642 invånare.

## Befolkningsutveckling
Antalet invånare i kommunen Moustéru
Referens:INSEE